# Friedrich Sämisch
Friedrich (Fritz) Sämisch (20. září 1896, Charlottenburg - 16. srpna 1975, Berlín) byl německý šachový velmistr.

## Hlavní úspěchy
- 2. v Berlíně 1920
- 1. ve Vídni 1921 před Euwem, Breyerem, Grünfeldem a Tartakowerem
- 2. v Hamburku 1921
- 2. spolu s Tartakowerem za Nimcovičem v Kodani 1923
- 3. v Baden-Badenu 1925, za Alexanderem Alekhinem a Akibou Rubinsteinem
- 1. spolu se sirem Georgem Thomasem ve Spa, Belgie, 1926
- 1. v Dortmundu 1928, před Rétim, Johnerem a Bogoljubovem
- 1. spolu s Rétim v Brně 1928
- 1. v Swinemünde 1930

V roce 1922 vyhrál zápas v Berlíně proti Rétimu (+ 4 -1 = 3).
Pravděpodobně jeho nejslavnější partie je jeho prohra s Nimcovičem v Kodani 1923. Sehrál mnoho dalších krásných partií, jedna z nich byla výhra nad Grünfeldem v Karlových Varech 1929, která získala cenu krásy. Ve stejném turnaji také porazil Capablancu. Jindy skvělý Kubánec se tehdy stal obětí svého přehnaného sebevědomí: na partii dorazil pozdě a evidentně společensky unaven, přičemž v zahájení tahal automaticky bez přemýšlení, aniž by přitom přerušil konverzaci se svými přáteli. V důsledku svého nesoustředění pak ještě v rané fázi zahájení ztratil figuru. Nevzdal se, což se obvykle v takových případech ve velmistrovských partiích děje, nicméně náprava tak velkého lapsu se nakonec ukázala být nad jeho síly.
Ve věku 73 let Sämisch hrál turnaje in memoriam Adolfa Anderssena v Büsumi, Německo a další turnaj v Linköpingu, Švédsko, ale prohrál všechny zápasy v obou turnajích (15 v prvním a 13 v druhém) na časovou kontrolu.

## Příspěvky do teorie zahájení
Sämisch je dnes vzpomínán hlavně pro jeho příspěvky k šachovým zahájení. Dvě hlavní varianty zahájení jsou po něm pojmenovány:
- varianta Královské indické obrany: 1. d4 Jf6 2. c4 g6 3. Jc3 Sg7 4. e4 d6 5. f3
- varianta Nimcovičovy indické obrany: 1. d4 Jf6 2. c4 e6 3. Jc3 Sb4 4. a3